# 九江学院
九江学院（きゅうこうがくいん, Jiujiang Xueyuan）は中華人民共和国江西省九江に所在し、国務院教育部の認可によって設立された全日制総合大学である。2004年には全国30の省（市、自治区）で学生を募集している。九江学院の現行学校運営は軍と地方、省と市の共同運営によって行われている。

## 概要
学院は九江市区部、京九鉄道と長江が交差する場所に位置し、南には著名な廬山を望む。学校敷地は2618畝、全日制在校生は37,000余人に達する。
学院の施設は教学棟、実験棟、図書館、情報技術棟、フィールド運動場、体育館、プール、映画館、学生センター、食堂、浴室、寮が整っている。別に国務院僑弁華文教育基地、附属病院と附属中学2ヶ所がある。

## 沿革
1981年9月21日、人民解放軍企業幹部学校として設立され、1983年9月から授業を開始した。1994年3月に国家教育委員会が江西省の運営参加を認可し、九江財務経済高等専科学校の名称が加わったが、以前からの人民解放軍兵站財経学校の名称も平行して使用されていた。
2001年12月に九江教育学院や九江医学院などいくつかの学院を統合して現行名称となった。英語版の記事では内部紛争のため最終的な認可は下りていないとしているが、公式サイトでは九江学院となっている。

## 院系
- 商学院
- 法学院
- 社会科学系
- 文化メディア学院
- 外国語学院
- 理学院
- 化学化学工業学院
- 材料科学と工程学院
- 機械工程学院
- 電子工程学院
- 情報科学と技術学院
- 土木工程と都市建設学院
- 芸術系
- 生物系
- 医学院
- 会計学院
- 旅行学院
- 体育系
- 継続教育学院

## 学院指導部
- 九江学院党委書記：万継抗
- 九江学院党委副書記、常務副院長：黄保強
- 九江学院党委副書記：欧陽毛栄
- 九江学院党委副書記：熊才水
- 九江学院党委副書記：石栄国
- 九江学院副院長：涂明華
- 九江学院副院長：趙文杰
- 九江学院副院長：李炎生
- 九江学院副院長：呉桃娥

## 外部サイト
- 九江学院公式サイト （中国語）